# Старокостянтинівська центральна районна бібліотека
Старокостянтинівська центральна районна бібліотека  – головна книгозбірня району; інформаційний, просвітницький, культурний центр Старокостянтинова, а також інформаційно-методичний центр для 40 сільських бібліотек-філіалів та бібліотек інших відомств району.
Розташована в центрі міста, за адресою вул. Костянтина Острозького, 14, в окремому приміщенні, яке займає площу 1404,9 кв.м.

## Історія
Старокостянтинівська центральна районна бібліотека була створена у 1913 році прогресивною громадою міста і зареєстрована як особиста на ім’я Векслера.
Під час Першої світової війни бібліотека не працювала. 
Після революції 1917 року книжковий фонд привели до ладу і в березні 1918 року бібліотека, розташована при міській управі, почала обслуговувати читачів. Книжковий фонд нараховував 2 тис. примірників.
У роки німецько-радянської війни книжковий фонд бібліотеки був знищений і книгозбірня не працювала.
У 1944 році бібліотека відновила свою роботу.
1949 року міській бібліотеці для дорослих було надано статус районної.
У 1965 році їй було присвоєно звання «Бібліотека відмінної роботи».
1976 року була затверджена індивідуальна структура бібліотеки. Вона стала Центральною районною бібліотекою, яка об’єднала 79 бібліотек-філіалів в єдину ЦБС.
1980 року книгозбірня перейшла у нове приміщення. 
У 2013 році бібліотека  відзначила своє 100-ліття.

## Фонди
У фонді бібліотеки зберігається близько 100 тис. книг, періодичних видань та інших документів. Склад фондів - універсальний за змістом. 

## Структура
У бібліотеці створені комфортні умови для користувачів інформації. До їх послуг – відділ обслуговування: абонемент та читальна зала, юнацький сектор, сектор краєзнавства, відділ упорядкування, збереження бібліотечних фондів та організації каталогів.

## Режим роботи
- Понеділок - четвер:  9:00 - 18:00
- П’ятниця, неділя: 9:00 - 17:00
- Вихідний: субота
- Санітарний день: останній понеділок місяця

## Користувачі
Сьогодні Старокостянтинівська центральна бібліотека обслуговує понад 6 тис. читачів. Книговидача становить близько 105 тис. прим. видань.